# Fomitopsis

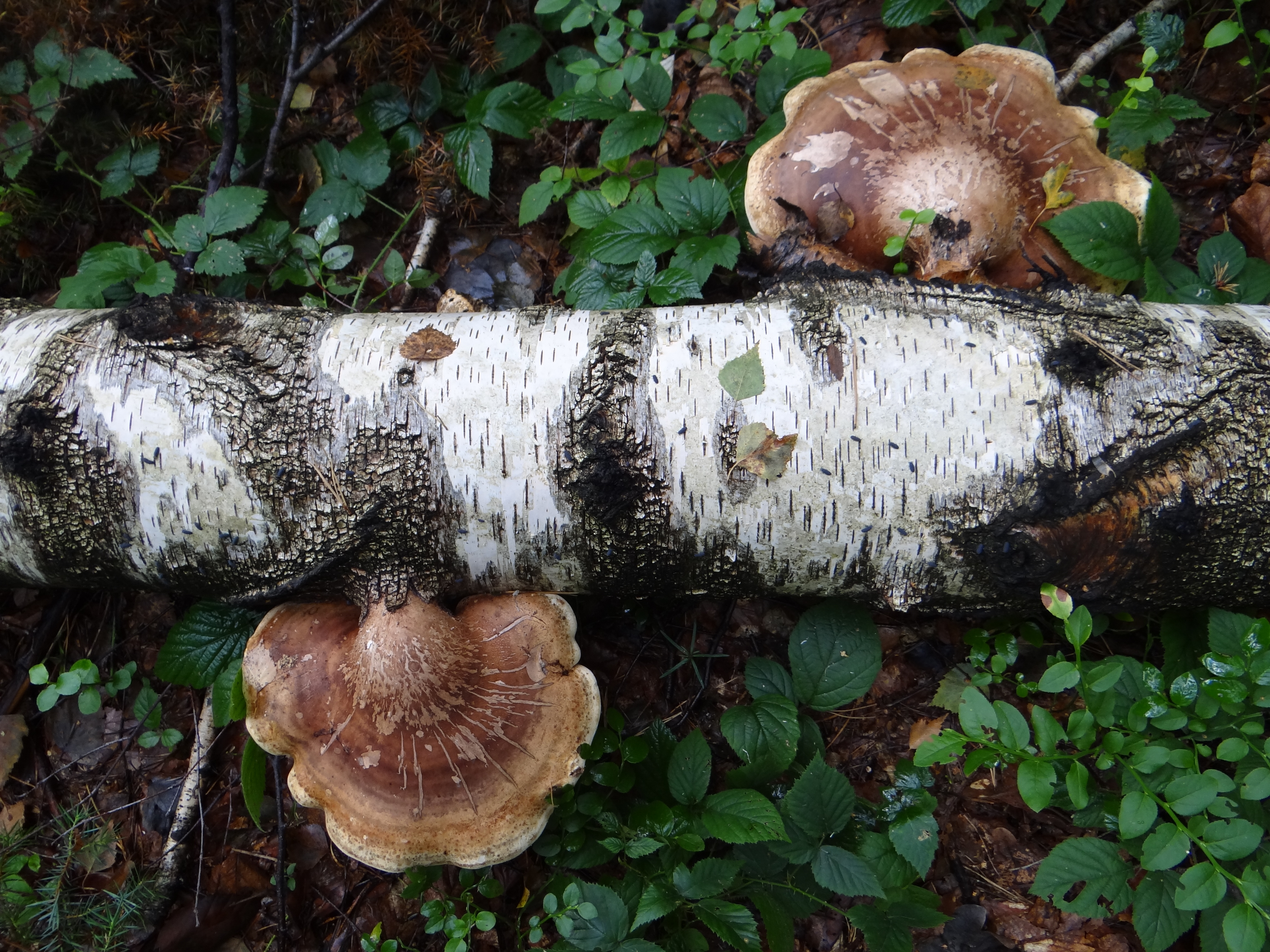
Pniarek brzozowy

Fomitopsis P. Karst. (pniarek) – rodzaj grzybów należący do rodziny pniarkowatych (Fomitopsidaceae).

## Charakterystyka
Grzyby nadrzewne, poliporoidalne, saprotrofy lub słabe pasożyty. Owocniki jednoroczne lub wieloletnie, siedzące, rosnące pojedynczo lub grupkami, dachówkowato. Powierzchnia naga, gładka do płytko bruzdkowanej, u młodych okazów bladoróżowobrązowa, u starszych bladobrązowa do czarnobrązowej. Brzeg ostry, wąsko sterylny. Hymenofor poroidalny, powierzchnia porów z wiekiem różowa do różowobrązowej, pory okrągłe do kanciastych, regularne, 5–6 na mm, rurki w jednej warstwie lub niewyraźnie uwarstwione, o długości do 3 mm, wewnątrz białawe. Kontekst różowobrązowy, twardy, włóknisty lub korkowaty, niestrefowany, o grubości do 7 mm, trama tej samej barwy co kontekst. System strzępkowy trimityczny, strzępki generatywne ze sprzążkami, szkliste, o szerokości 2,5–3,5 µm, trudne do znalezienia u dojrzałych okazów, strzępki szkieletowe grubościenne, szkliste do bladobrązowawych, o szerokości 2–5 µm, strzępki łącznikowe grubościenne, szkliste, rozgałęzione, o szerokości 1,5–3 µm. Podstawki maczugowate, 16–21 × 5–7,5 µm, z czterema sterygmami. Bazydiospory krótko cylindryczne do podłużnych, 5–6,5 × 2–2,5 µm.

## Systematyka i nazewnictwo
Pozycja w klasyfikacji: Fomitopsidaceae, Polyporales, Incertae sedis, Agaricomycetes, Agaricomycotina, Basidiomycota, Fungi (według Index Fungorum).
Takson utworzył Petter Adolf Karsten w 1881 r. Synonimy naukowe: Agaricon Tourn. ex Adans., Agarico-pulpa Paulet, Agaricum Paulet, Agaricum P. Micheli ex Haller, Laricifomes Kotl. & Pouzar, Pilatoporus Kotl. & Pouzar, Rhodofomes Kotl. & Pouzar.
Nazwę polską podał Stanisław Domański w 1967 r. W polskim piśmiennictwie mykologicznym zaliczane do tego rodzaj gatunki opisywane były także pod nazwami: huba, żagiew, gębka, modrzewnik.
Gatunki występujące w Polsce:
- Fomitopsis betulina (Bull.) B.K. Cui, M.L. Han & Y.C. Dai 2016 – pniarek brzozowy
- Fomitopsis officinalis (Vill.) Bondartsev & Singer – pniarek lekarski
- Fomitopsis pinicola (Sw.) P. Karst. – pniarek obrzeżony
- Fomitopsis ramentacea (Berk. & Broome) V. Spirin & J. Vlasák 2024 – tzw. jamkówka kurczliwa

Nazwy naukowe na podstawie Index Fungorum. Wykaz gatunków i nazwy polskie według Władysława Wojewody i rekomendacji Komisji ds. Polskiego Nazewnictwa Grzybów.